# La Tour-du-Crieu

La Tour-du-Crieu este o comună în departamentul Ariège din sudul Franței. În 1 ianuarie 2022 avea o populație de 3.268 de locuitori.